# Midem
Midem (Marché international de l'édition musicale) is sinds 1967 een jaarlijkse internationale muziekbeurs in de Zuid-Franse stad Cannes.
De beurs is gericht op professionals uit de muziekindustrie. Bezoekers bestaan onder meer uit vertegenwoordigers en eigenaren van muziekmaatschappijen, producers, musici, muziekmanagers, juristen en journalisten. De doelstellingen voor een bezoek zijn onder meer om muziekcontracten te tekenen, ideeën uit te wisselen en contacten te leggen.
De beurs wordt gehouden in het Palais des Festivals et des Congrès. Tijdens de beursdagen worden er conferenties en concerten georganiseerd. Sinds 1983 is er een sectie speciaal gericht op klassieke muziek (Midem Classique). Sinds 1984 zijn er radio-uitzendingen van Midem Radio.
De show werd in 2020 onderbroken na een daling van het aantal bezoekers, maar werd hernomen vanaf 2023.